# Christina Robinson
Christina Robinson (Los Angeles, 8 novembre 1997) è un'attrice statunitense.

## Biografia
Dal 2006 ha il ruolo di Astor Bennett nella serie televisiva Dexter. Ha ricevuto due Young Artist Award per la migliore interpretazione in una serie televisiva. Ha svolto attività teatrale e ha recitato in uno spot di McDonald's. Ha una sorella gemella, Courtney Robinson, anche lei attrice.

## Filmografia parziale

### Cinema

#### Cortometraggi
- Anthem, regia di Jarrett Lee Conaway (2007)
- The Lost Journal of Vice Marceaux, regia di J.R. Burningham (2007)
- Little Miss Badass, regia di Miv Evans (2009)
- Narcissus Dreams, regia di Christian Filippella (2009)
- Equestrian Sexual Response, regia di Zeke Hawkins (2010)
- Simon, regia di Brett Comden (2010)

#### Documentari
- Arctic Tale, regia di Adam Ravetch e Sarah Robertson (2007)

### Televisione
- Dexter - serie TV, 45 episodi (2006–2012)